# Seki Takakazu

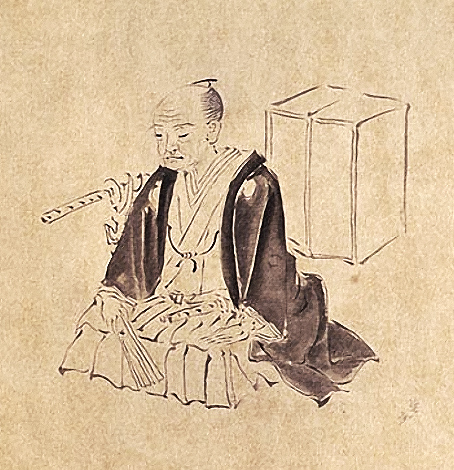
Seki Takakazu, from Tensai no Eikō to Zasetsu

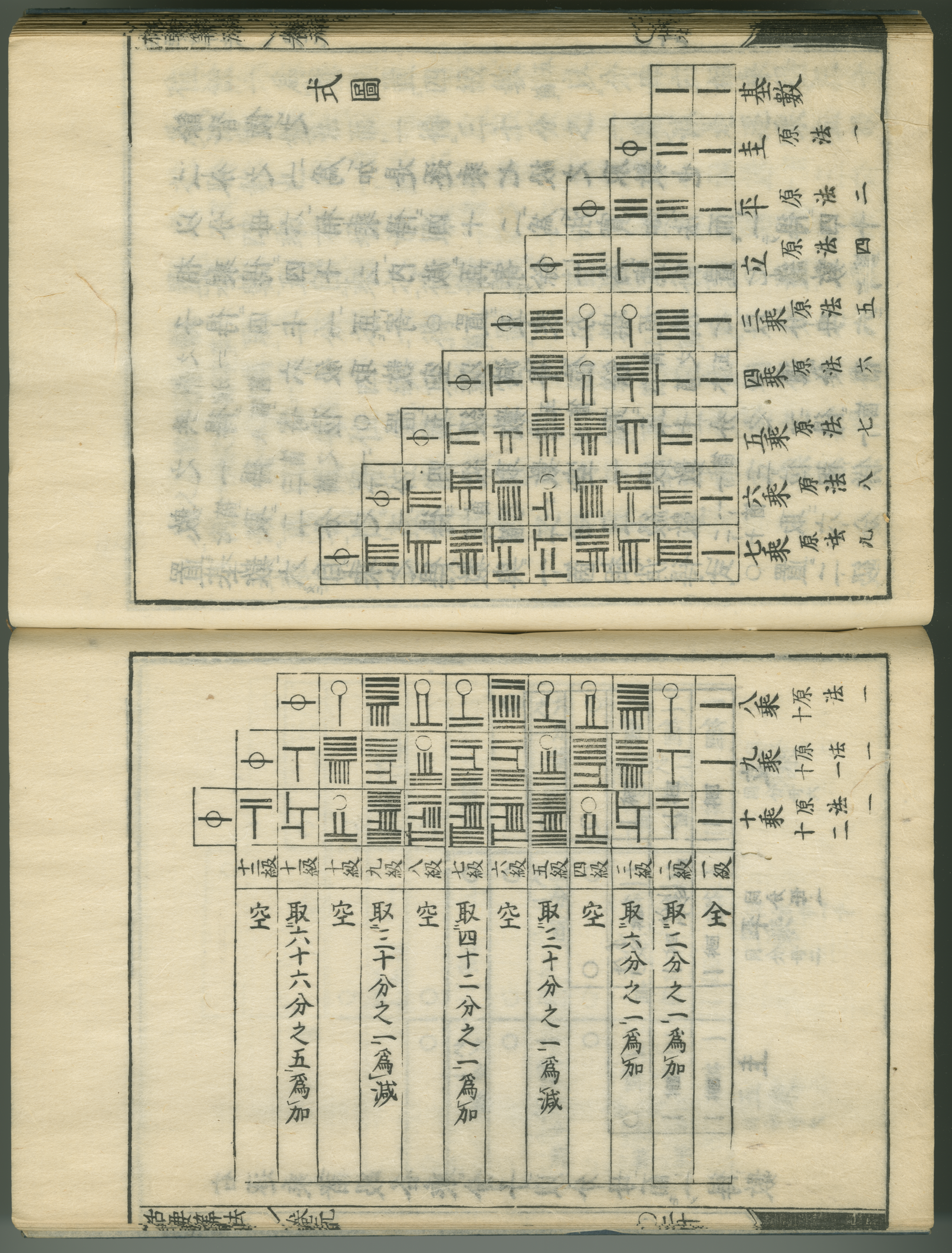
A page from Seki Kōwa's Katsuyo Sampo (1712), tabulating binomial coefficients and Bernoulli numbers

Seki Takakazu (関 孝和, 1642 — 5 de dezembro de 1708), também conhecido como Seki Kōwa (関 孝和), foi um matemático japonês do período Edo.